# Seweryn Goszczyński
Seweryn Goszczyński (ur. 4 listopada 1801 w Ilińcach, zm. 25 lutego 1876 we Lwowie) – polski działacz społeczny, rewolucjonista, pisarz i poeta polskiego romantyzmu. Zasłynął jako autor wierszy patriotycznych oraz jeden z czołowych członków grona mesjanistycznego Andrzeja Towiańskiego. Współcześnie znany zwłaszcza dzięki powieści poetyckiej Zamek kaniowski oraz powieści gotyckiej Król zamczyska. Obok Antoniego Malczewskiego i Józefa Bohdana Zaleskiego zaliczany do „szkoły ukraińskiej” polskiego romantyzmu.

## Życiorys
Urodził się, jako syn Józefa Goszczyńskiego i Franciszki z Gurowskich Goszczyńskiej, w niezamożnej rodzinie szlacheckiej herbu Pobóg. W czasie gdy ojciec pracował jako gorzelany i ekonom miał codzienny kontakt z służbą folwarczną i chłopami żyjącymi w ciężkich warunkach. To spowodowało, że jego późniejsza twórczość nacechowana była niechęcią do arystokracji, radykalizmem społecznym i miłością do przyrody.  Miał dziesięcioro młodszego rodzeństwa (m.in. siostry Annę, Emilię, Hieronimę i Teklę Goszczyńskie oraz braci Cyryla, Faustyna i Władysława Goszczyńskich), z czego troje zmarło we wczesnym dzieciństwie. Uczył się w różnych szkołach w różnych miejscowościach na Wołyniu, a najdłużej w szkole bazylianów w Humaniu.
W 1820 przyjechał do Warszawy, wstąpił do tajnego Związku Wolnych Braci Polaków. Gdy wybuchło powstanie w Grecji, w sierpniu 1821 poszedł pieszo na Ukrainę, aby przez Odessę dostać się do Grecji. Zabrakło mu jednak pieniędzy na tę podróż, zatrzymał się więc na Ukrainie. Pozostał tam aż do 1830, prowadząc działalność konspiracyjną. Był ścigany przez policję, co zmuszało go do częstych zmian miejsca zamieszkania. Stworzył wówczas wiele wierszy patriotycznych, m.in. Ucztę zemsty.
W sierpniu 1828 roku przyjechał ponownie do Warszawy, ale szybko został zdekonspirowany, co zmusiło go do ucieczki na Wołyń. Powrócił do stolicy w lipcu 1830 i wstąpił do sprzysiężenia Piotra Wysockiego. Był jednym z uczestników ataku na Belweder. W powstaniu listopadowym walczył w randze kapitana pod dowództwem generała Józefa Dwernickiego. Brał udział w bitwie pod Nową Wsią. Po kapitulacji Warszawy wraz z korpusem generała Rybińskiego udał się do Prus. Przekroczył granicę 5 października 1831 roku w okolicach wsi Jastrzębie, gdzie ogłoszono kapitulację i złożono broń. Armia liczyła jeszcze 19 871 osób, w tym 9 generałów, 89 oficerów sztabowych i 416 młodszych oficerów. Wraz z armią na emigrację udały się też władze powstańcze z ostatnim prezesem Rządu Narodowego Bonawenturą Niemojowskim, członkowie sejmu i liczni politycy m.in. Joachim Lelewel, oraz znany poeta porucznik Wincenty Pol. Po przekroczeniu granicy pruskiej na rzece Pissie żołnierze armii polskiej zostali internowani w obozie w zabudowaniach klasztoru franciszkanów w Brodnicy.
Ciążył na nim wydany zaocznie wyrok przez sąd rosyjski – kara śmierci za udział w powstaniu listopadowym.
Osiedlił się w Galicji, kontynuując działalność polityczno-społeczną. W 1832 założył we Lwowie Związek Dwudziestu Jeden, zaś w 1835 w Krakowie Stowarzyszenie Ludu Polskiego. Przyjaźnił się z Michałem Szweycerem, powstańcem listopadowym, któremu zadedykował wiersz Przy sadzeniu róż.
W 1838 wyemigrował do Francji. Tam poznał Mickiewicza i Słowackiego. W 1842 wstąpił do Koła Towiańczyków. Odciął się od swojej dawnej działalności politycznej, zrezygnował też z pisarstwa. Żył w dokuczliwej biedzie.
W 1872 dzięki pomocy przyjaciół wrócił do kraju, zamieszkał we Lwowie. Tam zmarł, został pochowany na cmentarzu Łyczakowskim. Na jego mogile, w alei zasłużonych, społeczeństwo Lwowa wystawiło pomnik dłuta Juliana Markowskiego.

## Konflikt z Aleksandrem Fredrą
W 1835 Goszczyński w pracy Nowa epoka poezji polskiej skrytykował ostro „niepolski charakter” komedii Aleksandra Fredry. Napisał: „Nazwiska polskie nie są tym samym, co charaktery polskie; kilka osób, kilka scen narodowych nie rozleją barwy narodowej na wiersze czterech tomów; pasztet przysłów, bez związku z charakterami i z całością dzieła jest tylko słownikiem przysłów; miłosna strona narodu jest to rys kosmopolityczny – a to jest właśnie wszystko, co ma stanowić polskość komedyi Fredra [celowy błąd w odmianie nazwiska], ale cnoty, wady śmieszności, charaktery pojedyncze, fizjonomia ogólna, zgoła cokolwiek tworzy pomniki prawdziwie narodowej indywidualności, tego na próżno byś tam szukał.”. Jak wspomina w swoich pamiętnikach sam Goszczyński, stracił on do Fredry szacunek w 1832, gdy starał się o fundusze na pismo Związku Dwudziestu Jeden. Fredro jako członek komitetu przyznającego subwencję zażądał, by członkowie komitetu mogli cenzurować artykuły, które będą przecież sponsorować. Goszczyński nie zgodził się na ten warunek i pismo nigdy nie powstało. Tekst Goszczyńskiego był pierwszym z szeregu ataków (Wincenty Pol, Edward Dembowski, Leszek Dunin Borkowski, anonimowy artykuł w poznańskim „Tygodniku Literackim”) na komediopisarza, które doprowadziły do wieloletniego milczenia Fredry (sam pisarz podawał, że trwało ono 13–15 lat, badacze wyznaczają jego długość na 12–19 lat).

## Poeta małej ojczyzny
Seweryn Goszczyński jest jednym z tych twórców rodzimego romantyzmu, na których niezatarte piętno odcisnął charakter kultury małej ojczyzny. Poeta dorastał na Ukrainie i w Galicji, gdzie dość wcześnie skończywszy edukację – opuścił szkołę humańską w piątej klasie – przebywał do dwudziestego ósmego roku życia, zdobywając wiedzę w sposób nieregularny, wsłuchując się niejednokrotnie w opowieści ludzi starszych, poznając nie tylko wyższą kulturę, zawartą w literaturze, ale i ludową kulturę lokalną. Lwia część dorobku Goszczyńskiego, z Zamkiem kaniowskim na czele, dotyczy mniej lub bardziej bezpośrednio ziem, które poznał jako dziecko i człowiek młody, ich historii, kultury i sytuacji mieszkańców.
O ile w przypadku Mickiewicza elementy kultury ludowej Wileńszczyzny były tylko motywem wzbogacającym poetykę romantyczną poprzez możliwość wplatania w romantyczny obraz świata sposobu jego pojmowania i interpretowania dalekiego od światowego, wielkomiejskiego, ale ludowego, zaściankowego, czasem jeszcze pogańskiego, u Goszczyńskiego jest odwrotnie. To nurt romantyczny ze swym irracjonalizmem, rewolucjonizmem i szacunkiem dla dorobku kultur narodowych, dał twórcy możliwość ujęcia spraw Ukrainy, Galicji i ziem sąsiednich – również Karpat z Tatrami w ramy poetyki romantycznej.
Twórczość Goszczyńskiego zalicza się do tak zwanej szkoły ukraińskiej. Silne są w niej echa przywiązania do ziemi i kultury Ukrainy. Jednak owa mała ojczyzna, która tak silny wpływ wywarła na twórczość i postawę autora Zamku kaniowskiego, sięga poza dzikie pola, obejmuje całą Galicję. Był pierwszym, który w literaturze polskiej opisał Gorce, zwiedził je podczas gościnnego pobytu na dworze Leona Tetmajera (krewnego Kazimierza) w Łopusznej. Goszczyński był także jednym z pierwszych, którzy do literatury polskiej wprowadzili motywy tatrzańskie (Dziennik podróży do Tatrów, Oda. Powieść tatrzańska z czasów Bolesława Chrobrego). Goszczyński był opiekunem w czasie górskich wypraw młodego Kazimierza Przerwy-Tetmajera. Legenda głosi, że w czasie jednej z nich miał uratować przyszłego poetę-dekadenta, a wtedy kilkuletniego chłopca, przed upadkiem w przepaść. Tetmajer wspomina to ocalenie w opowiadaniu Stara książka i stara pieśń (jednym z opowiadań cyklu Na skalnym Podhalu), pisząc: „Kiedy miałem lat dziewięć, złapał mnie lecącego w Strążyskach z uboczy od wyschłego koryta potoku, gdzie byłbym się na nic rozbił; on mię potem do poezji pchnął”. Przerwa-Tetmajer zaznacza też istotną rolę Goszczyńskiego jako tego, który odnalazł go dla poezji.

## Twórczość
- 1828 – powieść poetycka Zamek kaniowski[12],
- 1831 – zbiór liryków Pobudka[13],
- 1832[14] – Dziennik podróży do Tatrów,
- 1834 – poemat Sobótka,
- 1838 – pierwszy pełny polski przekład Pieśni Osjana,
- 1842 – powieść Król zamczyska[15],
- 1842 – Oda, [w:] „Dziennik Domowy”, Poznań,
- 1842 – Straszny strzelec, w: „Noworocznik Demokratyczny”, Paryż,
- 1870 – wspomnienia: Noc belwederska[16] i Podróż mojego życia.

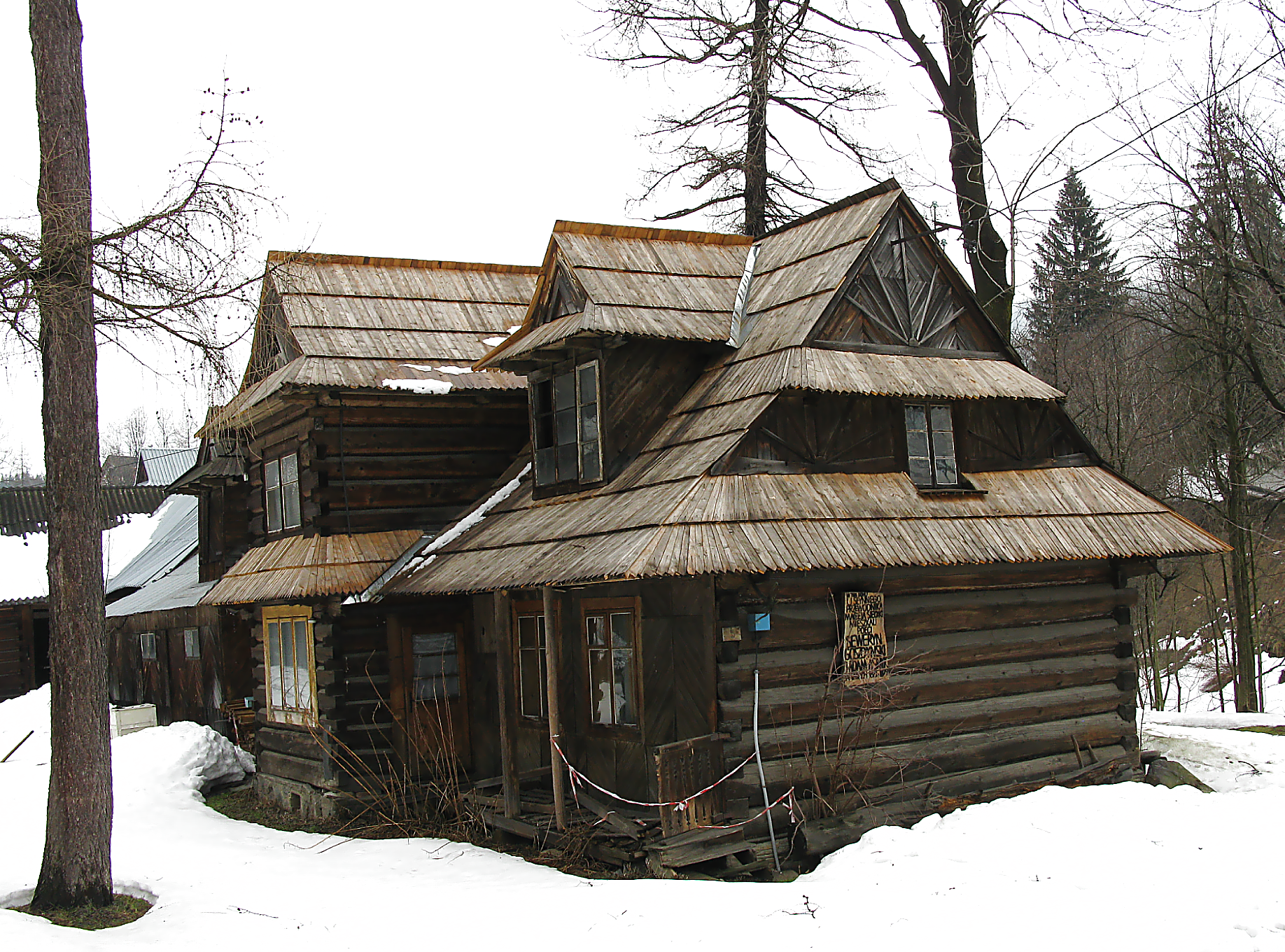
Dom w którym mieszkał Zakopane, ul. Sobczakówka 5
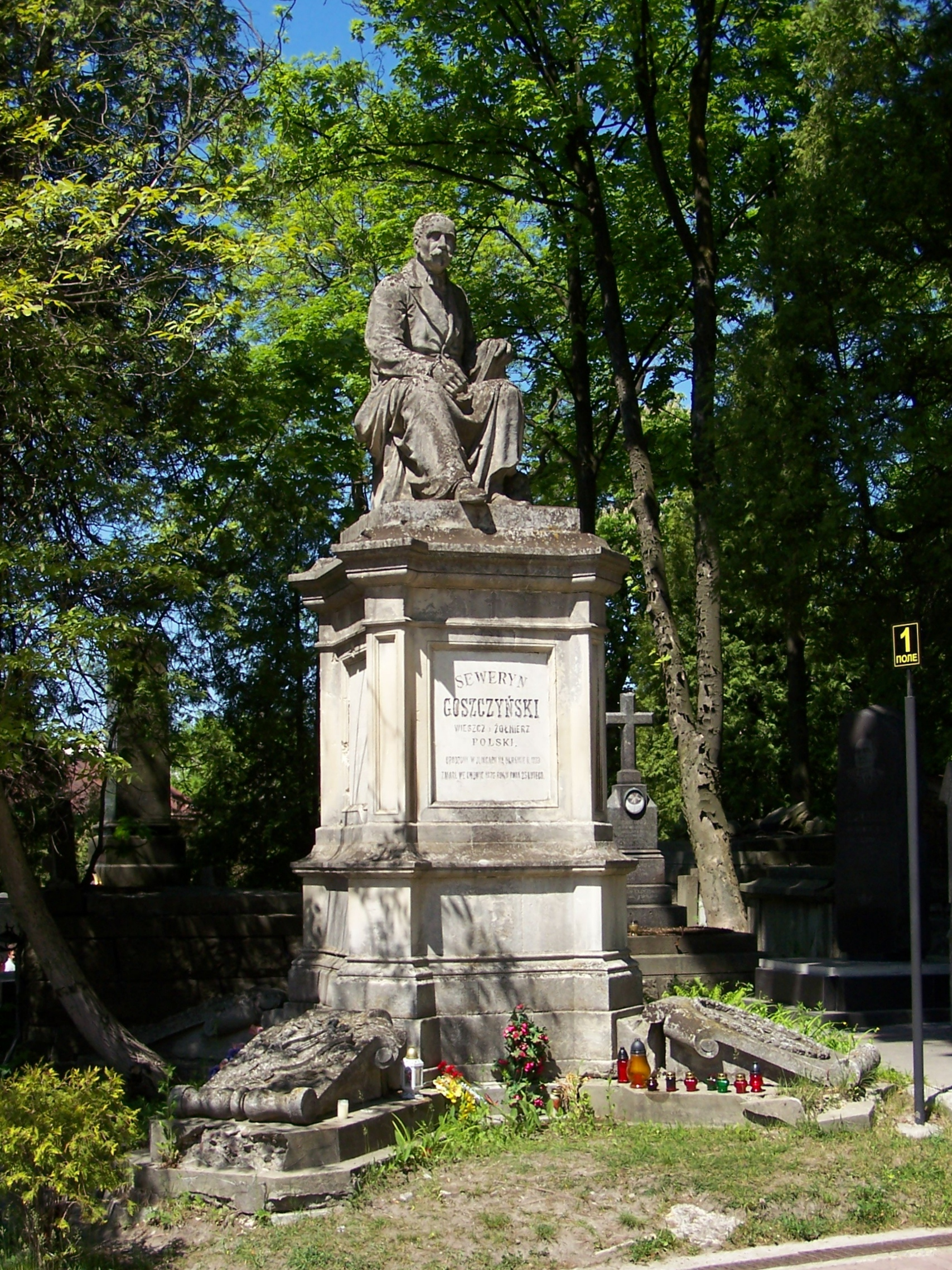
Grobowiec Goszczyńskiego wyk. Julian Markowski Lwów, Cmentarz Łyczakowski
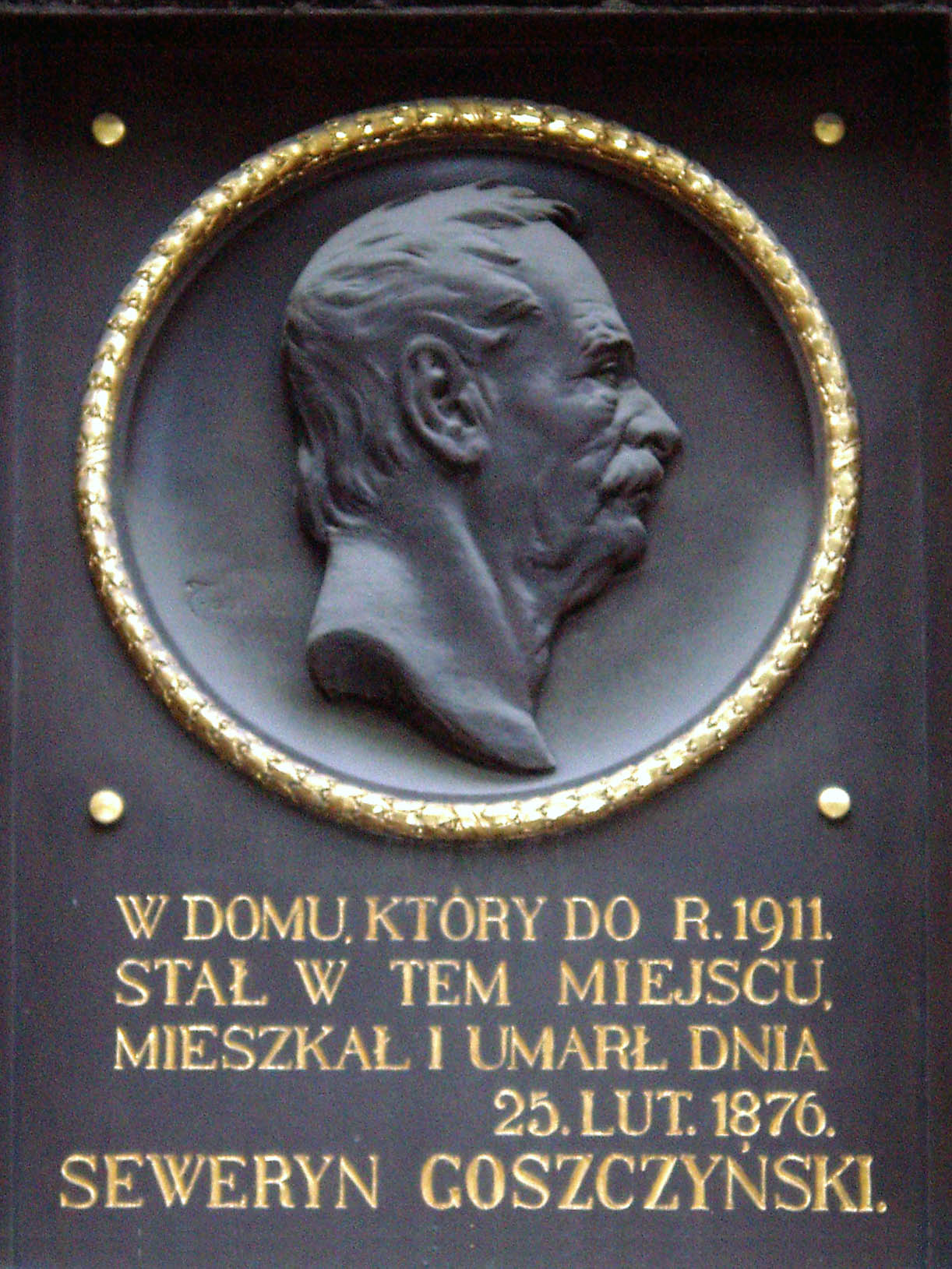
Tablica pamiątkowa Lwów, ul. Fredry 2